# Kemps Bay
Kemps Bay – miasto na Bahamach, na wyspie Andros, nad Oceanem Atlantyckim.